# Магаллат (шагрестан)
Магаллат (перс. محلات) — шагрестан в Ірані, в остані Марказі. За даними перепису 2006 року, його населення становило 48458 осіб, які проживали у складі 14139 сімей.

## Бахші
До складу шагрестану входить єдиний бахш — Центральний.